# Jonathan Edwards (musicus)

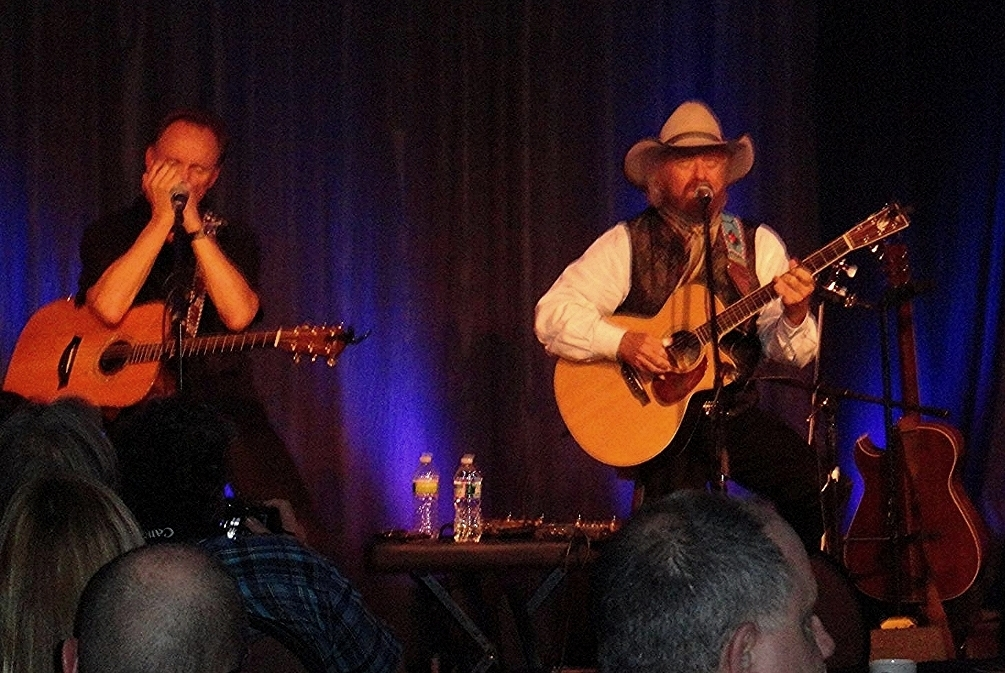
Edwards (links) met Michael Martin Murphey (rechts), 14 oktober 2012, Boston, Massachusetts

Jonathan Edwards (Aitkin, 28 juli 1946) is een Amerikaans singer-songwriter en muzikant, vooral bekend om zijn hitsingle Sunshine uit 1972.

## Vroege leven
Jonathan Edwards werd geboren in Aitkin, Minnesota. Op zesjarige leeftijd verhuisde hij met zijn familie naar Virginia, waar hij opgroeide. Op achtjarige leeftijd begon hij met zingen in de kerk en leerde hij op gehoor piano te spelen. Tijdens zijn militaire opleiding begon hij gitaar te spelen en zijn eigen nummers te componeren. Als tiener trad hij al op voor publiek.

Ik begon op een gitaar van $ 29 en begon meteen met het oprichten van een band, het schrijven van liedjes en het leren van alle volksliederen uit die tijd. Ik vond het geweldig, alles eraan was leuk, en ik vond het heerlijk om voor mensen op te treden.
— Jonathan Edwards

Tijdens zijn studie kunst aan de Universiteit van Ohio, speelde hij regelmatig in clubs met rock-, folk- en bluesbands. 

## Albums
| Jaar | Titel                          | Label                | Opmerkingen          |
| ---- | ------------------------------ | -------------------- | -------------------- |
| 1971 | Jonathan Edwards               | Capricorn            |                      |
| 1972 | Honky-Tonk Stardust Cowboy     | Atco                 |                      |
| 1973 | Have a Good Time for Me        | Atco                 |                      |
| 1974 | Lucky Day                      | Atco                 | Livealbum            |
| 1976 | Rockin' Chair                  | Reprise              |                      |
| 1977 | Sailboat                       | Warner Bros.         |                      |
| 1980 | Live!                          | Chronic              | Livealbum            |
| 1985 | Blue Ridge                     | Sugar Hill           | Met The Seldom Scene |
| 1987 | Little Hands                   | American Melody      |                      |
| 1989 | Natural Thing                  | MCA                  |                      |
| 1994 | One Day Closer                 | Rising Records       |                      |
| 1998 | Man on the Moon                | Rising Records       |                      |
| 2001 | Cruising America's Waterways   |                      | Livealbum            |
| 2006 | Live in Massachusetts          | Rising Records       | Livealbum            |
| 2009 | Rollin' Along: Live in Holland | Strictly Country     | Livealbum            |
| 2011 | My love will keep              | Appleseed Recordings | Studioalbum          |
| 2015 | Tomorrow's Child               | Rising Records       |                      |

### DVD's
| Jaar | Titel                        | Label | Opmerkingen  |
| ---- | ---------------------------- | ----- | ------------ |
| 2001 | Cruising America's Waterways | PBS   | Live concert |